# Protohermes infectus
Protohermes infectus is een insect uit de familie Corydalidae, die tot de orde grootvleugeligen (Megaloptera) behoort. De soort komt voor in China, India en Myanmar.